# 内辛根
内辛根是德国巴伐利亚州的一个市镇。总面积24.28平方公里，总人口9175人，其中男性4564人，女性4611人（2011年12月31日），人口密度378人/平方公里。